# Tipula (Acutipula) phaeocera
Tipula (Acutipula) phaeocera is een tweevleugelige uit de familie langpootmuggen (Tipulidae). De soort komt voor in het Afrotropisch gebied.